# Isidor Alfred Amreich
Isidor Alfred Amreich (* 22. April 1885 in Gars am Kamp; † 8. September 1972 in Wien) war ein österreichischer Gynäkologe, der wegen seiner nationalsozialistischen Verstrickungen von der Universität Wien als Universitätsprofessor entlassen und als Vorstand der „Zweiten Universitäts-Frauenklinik“ dauerhaft seines Amtes enthoben wurde.

## Leben

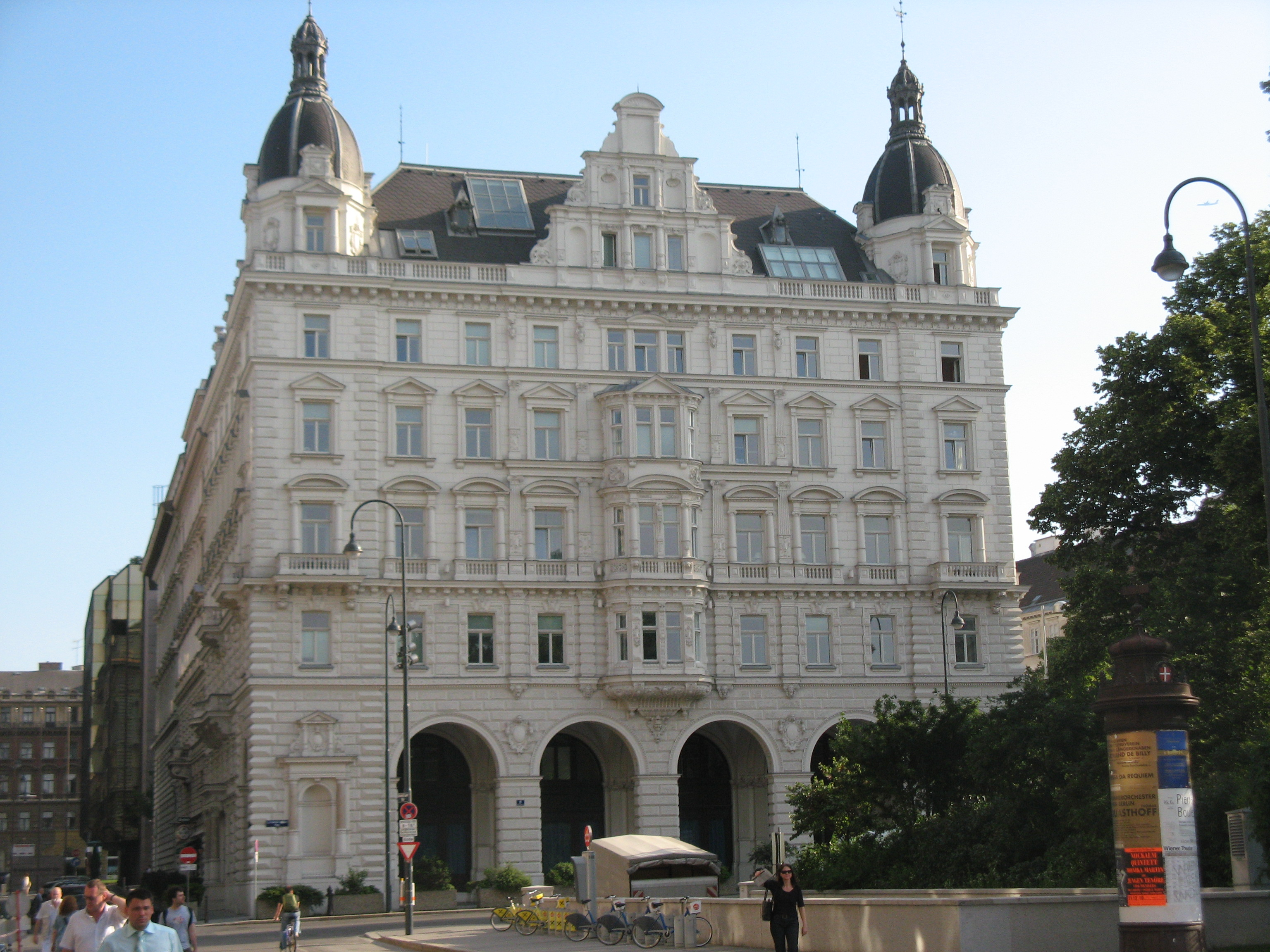
Seit 1939 lebte Isidor Amreich in einer arisierten Wohnung in diesem 1882 von Dionys Milch und Heinrich Hellin errichteten Haus (Ecke Rathausstraße / Friedrich-Schmidt-Platz), in dem übrigens Sigmund Freud 1886 zwei Zimmer und seine erste Praxis mietete und in dem sich heute das Amerikahaus befindet.

Der Sohn des gleichnamigen Garser Gemeindearztes Isidor Amreich (* 22. Jänner 1853 in Deutschfeistritz, † 17. August 1892 in Gars) promovierte 1910 zum Doktor der Medizin und habilitierte sich 1923 in den Fächern Gynäkologie und Geburtsmedizin. Januar 1934 trat Amreich der in Österreich illegalen NSDAP bei und wurde auch Mitglied der SA. Im März 1938 trat er der SS bei (SS-Nummer 344.406), in der er am 10. September 1939 zum SS-Untersturmführer und am 30. Jänner 1941 zum SS-Obersturmführer ernannt wurde. Am 20. Mai 1938 beantragte er die reguläre Mitgliedschaft in der NSDAP und wurde rückwirkend zum 1. Mai desselben Jahres aufgenommen (Mitgliedsnummer 6.228.053). Im Dezember 1944 stellte er den Antrag zur Aufnahme in die „Akademische Legion beim Höheren SS- und Polizeiführer Wien“. Weiters war Amreich Mitglied des NS-Ärztebundes, „Oberfeldführer“ des „Deutschen Roten Kreuzes“ und lebte seit 1939 in einer arisierten Wohnung in der Rathausstraße 7.
Ab 1. Jänner 1940 war Amreich einer jener Ärzte, die gemäß dem „Gesetz zur Verhütung erbkranken Nachwuchses“ (GzVeN) zur Durchführung der darin geregelten Zwangssterilisierungen ermächtigt waren, was bei Amreich auch die Zwangssterilisation von Gefängnis-Insassinnen umfasste. Weiters arbeitete er für das „Wiener Erbgesundheitsobergericht“ als Gutachter in Fragen der Empfängnisfähigkeit und stellte (was ihm nach dem Zweiten Weltkrieg besonders zugutekommt) ein Gutachten zugunsten einer Betroffenen aus, wie die Universität Innsbruck erwähnt, die Amreich 1969 zum Ehrensenator ernannt hat, was sie mittlerweile als „problematische Ehrung“ einstuft: „Wesentlicher als Amreichs einmalige Gutachtenerstellung für das Wiener Erbgesundheitsobergericht, die zugunsten der Betroffenen erfolgte, ist allerdings seine Beteiligung an den Zwangseingriffen selbst. Zwischen Jänner 1941 und März 1942 wurden an seiner Klinik 62 Zwangssterilisationen durchgeführt. Wie viele er davon selbst ausgeführt hat, ist (zum jetzigen Zeitpunkt) ebenso unbekannt wie die Gesamtzahl der bis zur Abschaffung des GzVeN 1945 durchgeführten Eingriffe. Was jedoch unabhängig davon bestehen bleibt, ist Amreichs juristische Verantwortung dafür.“
Nach der Befreiung Österreichs von der Nazi-Herrschaft wurde Amreich von der Universität Wien als Universitätsprofessor entlassen und als Vorstand der „Zweiten Universitäts-Frauenklinik“ dauerhaft seines Amtes enthoben. Amreich wurde wegen seiner nationalsozialistischen Verstrickungen kurzzeitig inhaftiert. Nach einem mehrere Monate dauernden Berufsverbot betrieb er eine gynäkologische Privatpraxis in Wien und in seinem Geburtsort Gars am Kamp, der ihn 1954 zum Ehrenbürger ernannte.

## Wirken
Amreich war ein Schüler Friedrich Schautas in Wien. Er erarbeitete 1924 in Wien die eigentliche Operationsanatomie der Schauta-Stoeckel-Operation als radikaler vaginaler Totalexstirpation der Gebärmutter beim Zervixkarzinom durch die Darstellung der einzelnen Spatien und entwickelte damit den Eingriff zu einer anatomischen Operation weiter.
Außerdem entwickelte er eine vaginale Operationsmethode zur organerhaltenden Therapie des Vorfalls des Scheidenendes nach vaginaler oder abdominaler Hysterektomie, welche heute als Amreich-Richter-Operation bekannt ist.

## Familiäres
Isidor Amreich war ein Neffe des römisch-katholischen Ordenspriesters und Abts von Stift Rein Eugen Amreich (1859–1940).

## Auszeichnungen

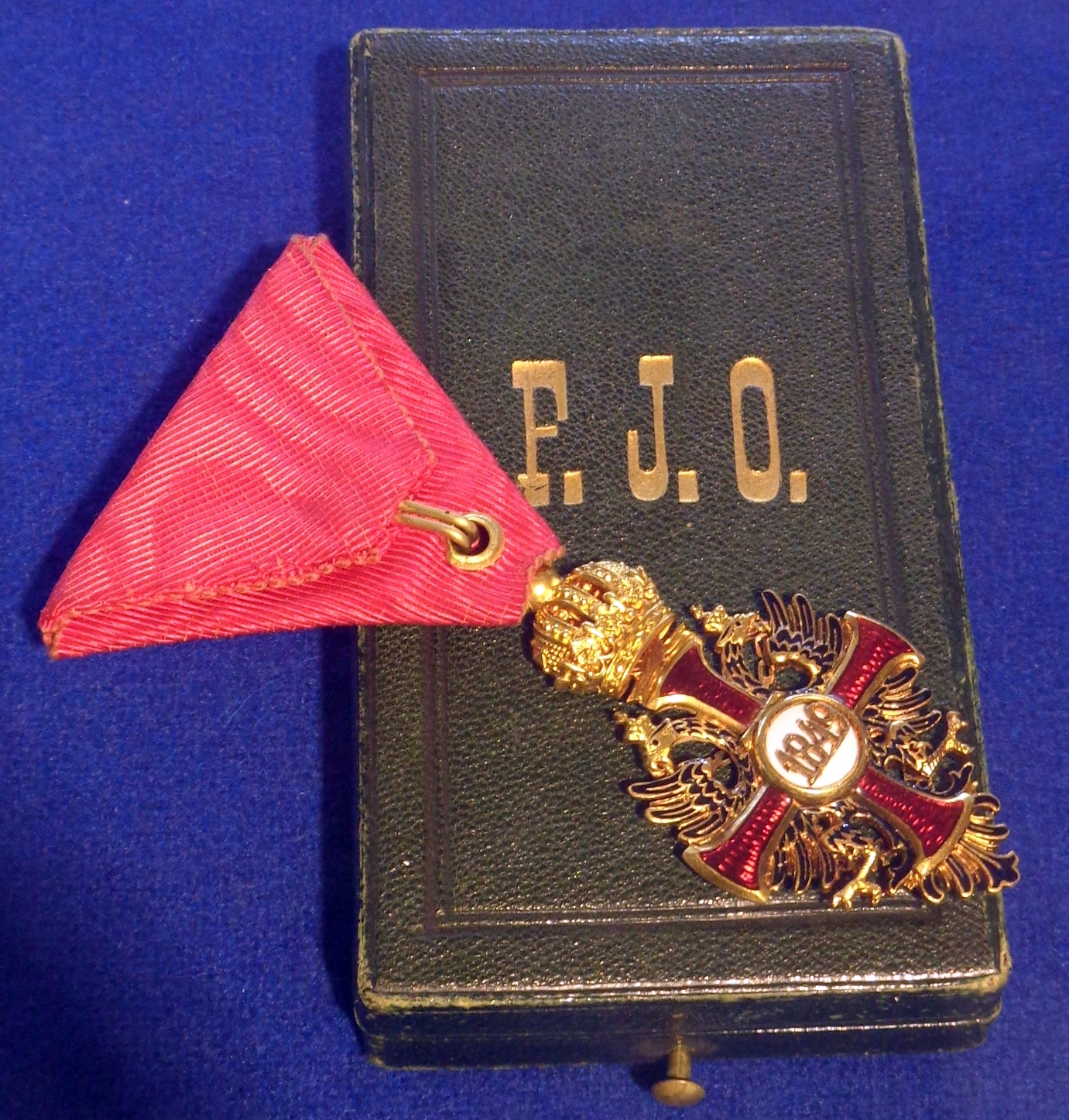
Ritterkreuz des Franz-Joseph-Orden mit der Kriegsdekoration

- Ritterkreuz des Franz-Joseph-Orden mit der Kriegsdekoration (Verleihung: 1917)
- Ehrenbürger von Gars am Kamp (Verleihung: 1954)
- Ehrensenator der Universität Innsbruck (Verleihung: 1969) [wurde inzwischen als „problematische Ehrung“ eingestuft]
- Ehrenmitglied der Österreichischen Gesellschaft für Gynäkologie und Geburtshilfe
- Ehrenmitglied der Deutschen Gesellschaft für Gynäkologie und Geburtshilfe
- Ehrenmitglied der Spanischen Gesellschaft für Gynäkologie
- Ehrenmitglied der Italienischen Gesellschaft für Gynäkologie

## Schriften (Auswahl)
- Die Radium-Röntgen-Theorie in der Gynäkologie. Springer Verlag, 1926.
- mit H. Peham: Gynäkologische Operationslehre. S. Karger Verlag, Berlin 1930.
- Die Sterilität, ihre Ursachen, Erforschung und Behandlung. Hollinek Verlag, Wien 1951.
- Ätiologie und Operation des Scheidenstumpfprolapses. In: Wien Klin Wochenschr. 63 (1951), S. 74–77.
- Biologie und Pathologie des Weibes. Urban & Schwarzenberg, 1953.
- mit H. Albrecht u. a. (Hrsg.): Geburtshilfe und Frauenheilkunde. Ergebnisse der Forschung für die Praxis. Thieme Verlag, Leipzig, ISSN 0016-5751

## Gemälde
- Karl Langers (1902–1986) Porträt von Isidor Alfred Amreich im Archiv der Universität Wien